# We Cry
We Cry – debiutancki singiel irlandzkiego zespołu The Script, wydany w 2008 roku przez Sony BMG. Do piosenki tytułowej powstał teledysk, załączony na singlu. 

## Lista utworów
1. "We Cry" - piosenka napisana przez artystów: Mark Sheehan, Daniel O'Donoghue, Glen Power, Steve Kipner, Andrew Frampton
2. "Fall For Anything"
3. "Live Like We're Dying"
4. "We Cry" (video)

## Pozycje na listach przebojów
W kwietniu 2008 r. singel zajął 15. miejsce na liście UK Singles Chart. 17 sierpnia 2008, ponownie znalazł się on na liście na miejscu 33, następnie 31.
| Lista (2008)                            | Najwyższa pozycja |
| --------------------------------------- | ----------------- |
| Danish Singles Chart                    | 6                 |
| German Singles Chart                    | 61                |
| Irish Singles Chart                     | 9                 |
| Turkish Singles Chart                   | 67                |
| Swedish Sverigetopplistan Singles Chart | 25                |
| UAE Singles Chart                       | 87                |
| UK Singles Chart                        | 15                |
| Japan Hot 100                           | 45                |